# Bataille de Rich Mountain
Guerre de Sécession
Batailles
Campagne de Virginie-Occidentale
- Philippi
- Rich Mountain
- Corrick's Ford
- Kessler's Cross Lanes
- Carnifex Ferry
- Cheat Mountain
- Greenbrier River
- Camp Alleghany

La bataille de Rich Mountain est une bataille de la guerre de Sécession qui se déroula le 11 juillet 1861, dans le comté de Randolph en Virginie-Occidentale. Elle voit la victoire des troupes de l'Union commandées par le major général McClellan(p305).

## Forces en présence

### Union
Les forces de l'Union dans le nord-ouest de la Virginie sont commandées par le major général McClellan. Elles s'élèvent à 20 000 hommes(p8). Lors des combats McClellan commande trois brigades, totalisant 8 000 hommes(p8).

### Confédération
Le brigadier général Garnett prend le commandement des forces  du nord-ouest de la Virginie en juin 1861 et comptent 4 600 hommes(p8). Les forces confédérées sous le commandement du brigadier général Garnett s'élèvent à cinq mille hommes d'infanterie, dix pièces d'artillerie et de quatre compagnies de cavalerie(p62). Pegram commande 1 300 hommes à Rich Mountain à l'ouest de Beverly et à 10 milles (16 kilomètres) de Laurel Hill(p8).

## Contexte
Le major-général George B. McClellan assume le commandement des forces de l'Union dans l'ouest de la Virginie en juin 1861.  Garnett fait face à une situation difficile car les fédéraux mettent la pression sur les confédérés en se déplaçant vers le sud, de Grafton vers Berverly qui constitue un point critique sur la pente orientale de la montagne(p8). Garnett s'y est positionné pour reprendre le contrôle du nord-ouest de la Virginie par la Confédération(p8).
Le 27 juin, McClellan déplace ses divisions du sud de Clarksburg contre les confédérés du lieutenant-colonel John Pegram, atteindre les environs de Rich Mountain le 9 juillet. Pendant ce temps, la brigade de l'Union du brigadier général Thomas A. Morris quitte Philippi pour affronter le commandement du général Robert S. Garnett à Laurel Hill. Du 10 au 11 juillet, le brigadier général William Rosecrans mène une brigade renforcée par un sentier de montagne pour s'emparer de la'route à péage de Staunton-Parkersburg sur les arrières de Pegram.

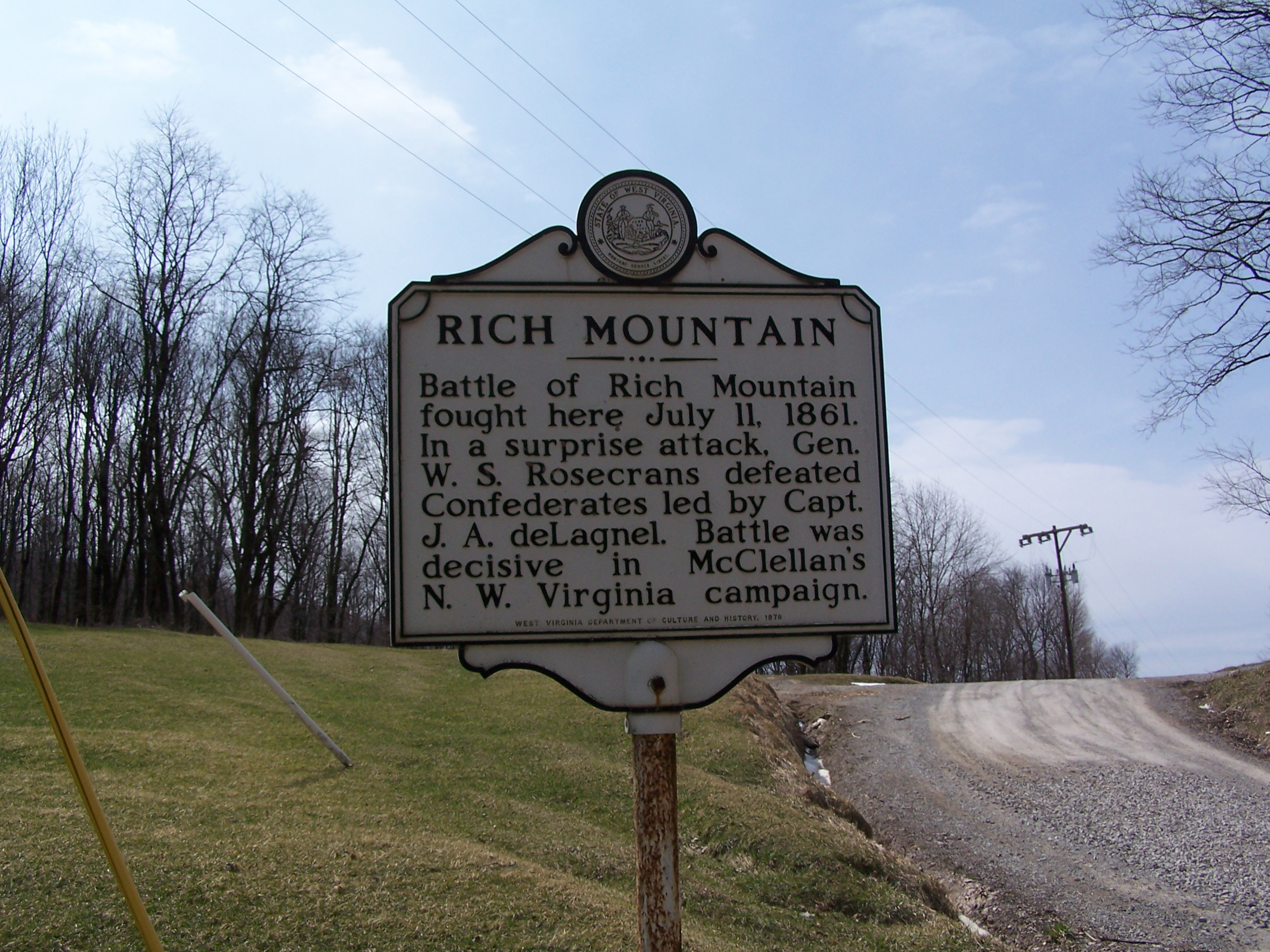
Marqueur de la bataille de Rich Moutain

Le colonel Pegram est positionné sur la montagne avec environ 1 600 hommes avec quelques pièces d'artillerie, pendant que le général Garnett est retranché avec 3 000 hommes, six pièces d'artillerie et trois compagnies de cavalerie(p62).

## Bataille
Les plans de l'Union prévoient que la colonne de 8 000 hommes commandée par le brigadier général Rosecrans par une marche dans la montagne tombe sur la gauche de Pegram pendant que 5 000 hommes commandés par le major général McClellan mène une attaque de front appuyée par de l'artillerie(p62). Pegram anticipe une tentative de flanquement de sa position, mais sur la droite(p8). 
La colonne de Rosecrans se met en marche avant l'aube du 11 juillet et progresse difficilement sous une pluie torrentielle(p62). Les fédéraux arrivent sur les lieux à l'approche de midi et Rosecrans lance une attaque en force, éparpillant les 360 confédérés qui gardent l'arrière de leur dispositif(p8). Lorsqu'elle atteint un bois sur la montagne, la colonne est prise sous le feu de l'artillerie confédérée qui fait peu de dommages. Les troupes de Rosecrans contournent alors le flanc confédéré(p62). Le colonel Pegram tente alors d'échapper à l’encerclement mais seules six compagnies parviennent à se retirer. Le reste de la troupe se rend(p63).

## Conséquences
Lorsque Garnett apprend la nouvelle de la reddition de Pegram, il décide d'évacuer Laurel Hill et retraite par les sentiers de montagne en direction du comté de Hardy(p63).
La manœuvre habile du brigadier général Rosecrans assure le gain de la journée. Il remplace alors le major général McClellan au commandement de l'armée du Haut-Potomac. Par la suite, il chasse hors de la Virginie Occidentale les généraux confédérés Wyse et Floyd, défaisant ce dernier lors de la bataille de Carnifax Ferry le 10 septembre 1861(p1574). Si Rosecrans a la paternité du plan et de son exécution, les journaux du Nord font l'éloge de McClellan, malgré sa propension à surestimer son ennemi et son indécision lors des combats. D'un point de vue politique, la perte du contrôle du nord-ouest de la Virginie par la Confédération, ouvre la voie à une deuxième session de la convention de Wheeling qui aboutira à la scission de l'État en août(p8-9). 